# Phoroncidia thwaitesi
Phoroncidia thwaitesi là một loài nhện trong họ Theridiidae.
Loài này thuộc chi Phoroncidia. Phoroncidia thwaitesi được Octavius Pickard-Cambridge miêu tả năm 1869.